# Утернясь
Утернясь (тат. Өтернәс) — деревня в Сабинском районе Республики Татарстан, в составе Изминского сельского поселения.

## Географическое положение
Деревня находится на правом притоке реки Мёша, в 12 км к северу от районного центра, посёлка городского типа Богатые Сабы.